# Iiro Aalto
Iiro Aalto (Rauma, 19 luglio 1977) è un ex calciatore finlandese, di ruolo difensore.

## Carriera

### Club
Ha iniziato la sua carriera col Pallo-Iirot, per poi passare all'Haka con cui ha disputato i preliminari di Champions League nel 2001 e la Coppa UEFA, nello stesso anno.
Ha giocato per gran parte della sua carriera all'HJK Helsinki, ma nel dicembre del 2007 viene acquistato dal club cipriota dell'Olympiakos Nicosia.
Ritorna a maggio 2008 in Finlandia a giocare per il Tampere United. Si trasferisce poi al TPS, per poi ritornare al club d'esordio, il Pallo-Iirot.

### Nazionale
Ha disputato una gara con la Finlandia under 21 il 2 gennaio 1998 in amichevole contro la Tunisia.

## Palmarès

### Club

#### Competizioni nazionali
- Campionato finlandese: 1

HJK: 2003
- Coppa di Finlandia: 3

Haka: 2002
HJK: 2003, 2006